# Georges van Evdokia
Aartsbisschop Georges van Evdokia (geboortenaam Georg Wagner) (Berlijn, 10 maart 1930 - Asnières-sur-Seine, 6 april 1993) was van mei 1981 tot 6 april 1993 als aartsbisschop hoofd van het Russisch-orthodox aartsbisdom in West-Europa.
Aartsbisschop Georges werd als Georges Wagner in 1930 te Berlijn geboren in een protestantse familie.
Hij voltooide zijn studie aan het Orthodox theologisch instituut St. Serge in Parijs en aan de universiteit van West-Berlijn, waar hij als doctor in de filosofie promoveerde. Later werd hij aan St. Serge professor, waar hij canoniek recht en liturgie doceerde. In 1955 werd hij diaken en priester gewijd.
Op 12 maart 1971 werd hij monnik gewijd. Op 30 juni werd hij verkozen tot assistent-bisschop van aartsbisschop Georges (Tarassoff) van Syracuse, hoofd van het Oecumenisch patriarchaat Russisch Orthodox Exarchaat in West-Europa. En op 3 oktober 1971 is hij in Parijs bisschop gewijd met de titel van Evdokia.
In mei 1981 werd hij verkozen tot opvolger van aartsbisschop Georges (Tarassoff) van Syracuse van het Russisch-orthodox aartsbisdom in West-Europa. Deze positie bekleedde hij tot zijn dood.